# Ozegna
Ozegna – miejscowość i gmina we Włoszech, w regionie Piemont, w prowincji Turyn.
Według danych na rok 2004 gminę zamieszkiwało 1151 osób, 230,2 os./km².